# Tom Söderberg (historiker)
Tom Söderberg, född 1 december 1900 i Hedvig Eleonora församling i Stockholm, död 14 april 1991 i Järfälla församling, var en svensk historiker, publicist och skolman. Han var son till Märta och Hjalmar Söderberg samt bror till Dora, Mikael och Betty.
På hans födelsehus med adress Styrmansgatan 51 i Stockholm finns en plakett där det står:
| ”                | I detta hus bodde författaren Hjalmar Söderberg (1869-1941) med sin familj under åren 1900-1901. Sonen Tom föddes här den 1 december 1900. Han blev sedermera en framstående historiker, publicist och skolman. | „ |
| – Plakett (2011) | |   |

## Biografi
Efter studentexamen i Stockholm 1919 blev Söderberg filosofie kandidat 1922, filosofie licentiat 1929 och filosofie doktor 1932, allt vid Stockholms högskola, där han 1935 även avlade filosofisk ämbetsexamen. Han tillhörde redaktionen för Bonniers konversationslexikon 1923–28 och var redaktör för Frisinnad Ungdom 1929–30. Efter ett par lärarförordnanden 1934–35 var han 1936–40 politisk redaktör för Morgontidningen i Göteborg dit han rekryterats av Torgny Segerstedt. Under denna tid bodde familjen på Mjölnaregatan 1 inte långt ifrån Morgontidningens redaktionen, som låg i samma hus på Köpmansgatan 12 som Göteborgs Handels- och Sjöfartstidning.
Söderberg fick svårt att hitta nytt arbete då Morgontidningen lades ner 1940, eftersom han var uttalad antinazist. Ett flertal korta anställningar som extralärare räddade familjens ekonomi. Familjen flyttade flera gånger under dessa år, samtidigt som man – trots sin skrala ekonomi – tog hand om flyktingar från övriga Europa.

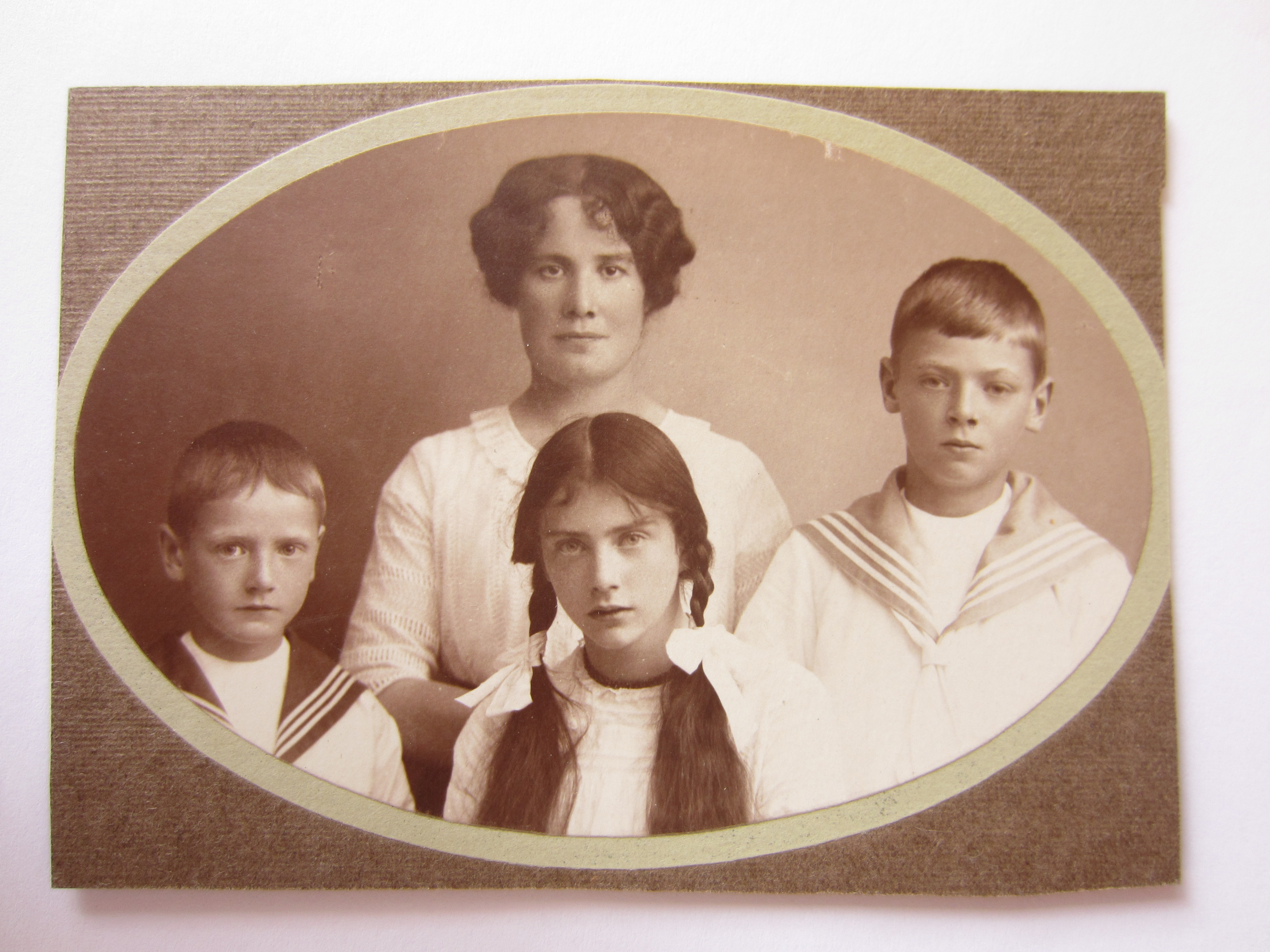
Husföreståndarinna Elisabeth Andersson i mitten med Mikael, Dora och Tom. Foto från cirka 1910. Göteborgs universitetsbibliotek.

Under tidsperioden 1941–42 var han läroverkslärare i Helsingborg, 1943–49 var han adjunkt vid Högre allmänna läroverket i Linköping och från 1949 lektor i modersmålet och historia med samhällslära vid Folkskoleseminariet i Helsingborg. Från 1956 och till pensionen var han lektor vid Norra Real i Stockholm. Han var skribent på tidningen Expressen 1946–59. För att hedra sin tidigare svägerskas syster Anna Riwkin-Brick medverkade han 1971 i ett upprop, som publicerades i Judisk Krönika till stöd för den nybildade "Anna Riwkin-Bricks stipendie- och minnesfond".
Två år efter Hjalmar Söderbergs död 1941 gav Bonniers förlag ut hans Samlade verk i tio volymer. Tom Söderberg och Herbert Friedländer redigerade och kommenterade dessa. Tillsammans med Casimir Laurin redigerade Tom Söderberg brevväxlingen under tidsperioden 1932–40 mellan deras fäder Carl G. Laurin och Hjalmar Söderberg. Detta resulterade i boken "Vänner emellan. En brevväxling", som kom ut 1948. Söderberg var en mycket produktiv forskare och författare, framför allt inom ekonomisk historia. I synnerhet intresserade sig han för framväxten av den svenska medelklassen. Under andra världskriget utgav han dessutom några debattböcker.
Tom Söderberg var en av de värdefulla källorna för Bure Holmbäck när denne skrev biografin om Hjalmar Söderberg - Ett författarliv, (1988).

## Familjeförhållanden
Tom Söderberg var 1930–1935 gift med Helen Starck, som senare var gift med Gustaf Borgström. Han gifte om sig den 11 december 1936 med konstnären Stella Falkner (1904–1991), som tidigare varit gift med Torsten Jovinge. I första giftet hade han sonen forskningsingenjör Staffan Söderberg (1931–1991), och i andra giftet adopterade han styvdöttrarna Lena (1928–2011), gift med Hans Palmstierna, och konstnären Marika (född 1931). Tom Söderberg är gravsatt den 30 maj 1991 tillsammans med hustrun Stella på Skogskyrkogården i Stockholm.

## Bibliografi

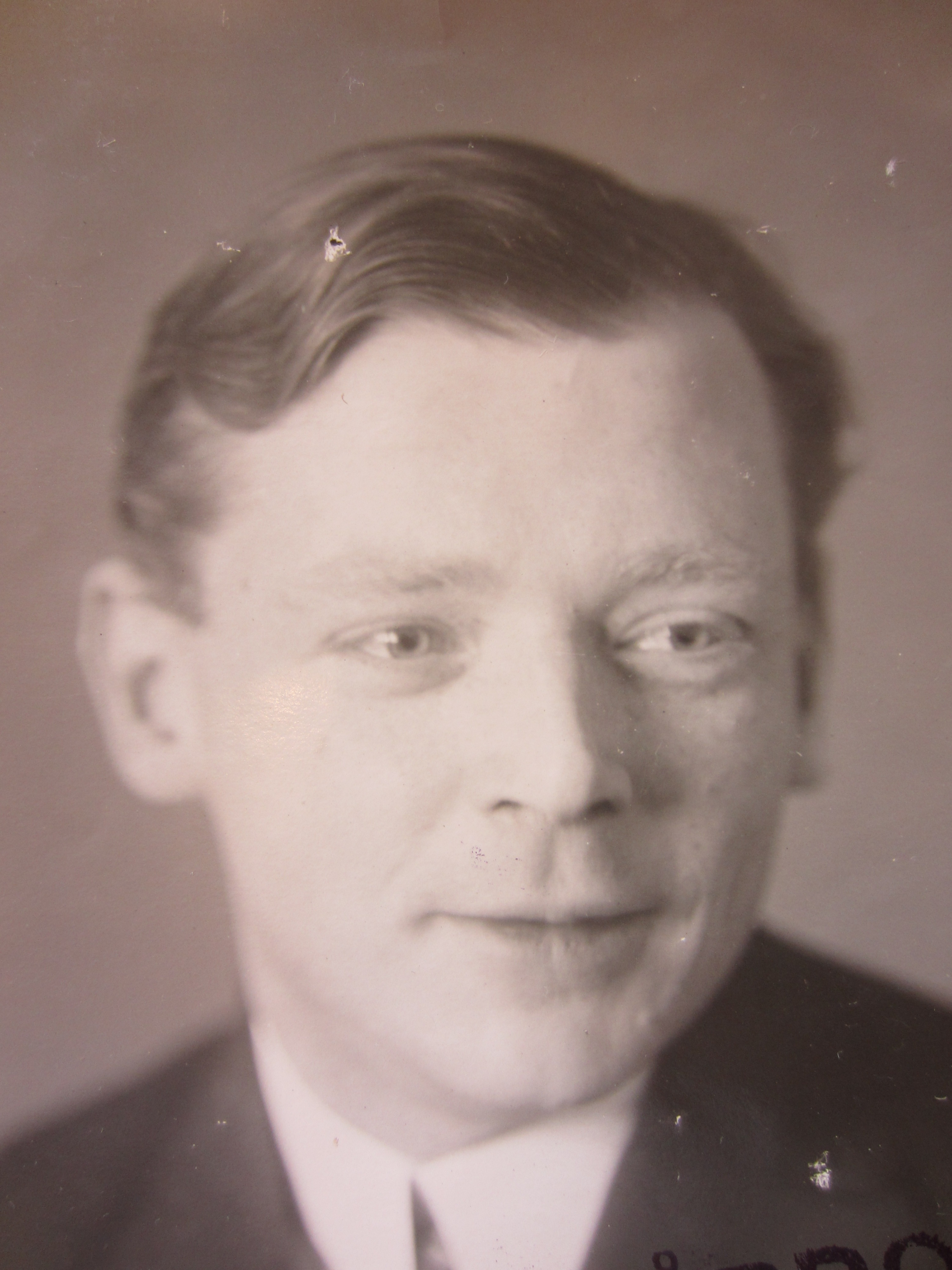
Tom Söderberg, cirka 1930. Foto från Göteborgs universitetsbibliotek.